# Amarna Grab 11
Beim Grab 11 in der Nekropole der mittelägyptischen Stadt Amarna handelt es sich um die unfertige Grabanlage des Ramose, der das Amt eines Truppenvorstehers des Herren der beiden Länder und Domänenvorsteher des Nebmaatre (Nebmaatre ist der Thronname von Amenophis III.) am königlichen Hof von Achet-Aton innehatte. Die Grabanlage, die zur südlichen Gräbergruppe gehört, wurde begonnen, aber nicht fertiggestellt. Vor allem ist die Halle der Grabkapelle nie dekoriert worden. Die Grabkammern wurden nie ausgegraben. Die Grabkapelle besteht aus einer Fassade, dem Eingang und einer Halle mit einer Nische an der Rückseite, in der sich zwei Statuen befinden. Sie zeigen eine sitzende Frau mit dem Namen Nebetiunet, wie eine erhaltene Inschrift belegt, und einen Mann, der wahrscheinlich Ramose darstellt. Nur die Türlaibungen zum Eingang zur Grabkapelle sind mit Reliefs dekoriert. Auf der einen Seite sieht man Ramose kniend beim Gebet. Hier sind seine Titel und sein Name überliefert. Auf der anderen Seite sieht man den König (Pharao) Echnaton, seine Große königliche Gemahlin Nofretete und die älteste Tochter Meritaton beim Gebet vor dem Sonnengott Aton, der als Sonnenscheibe erscheint.

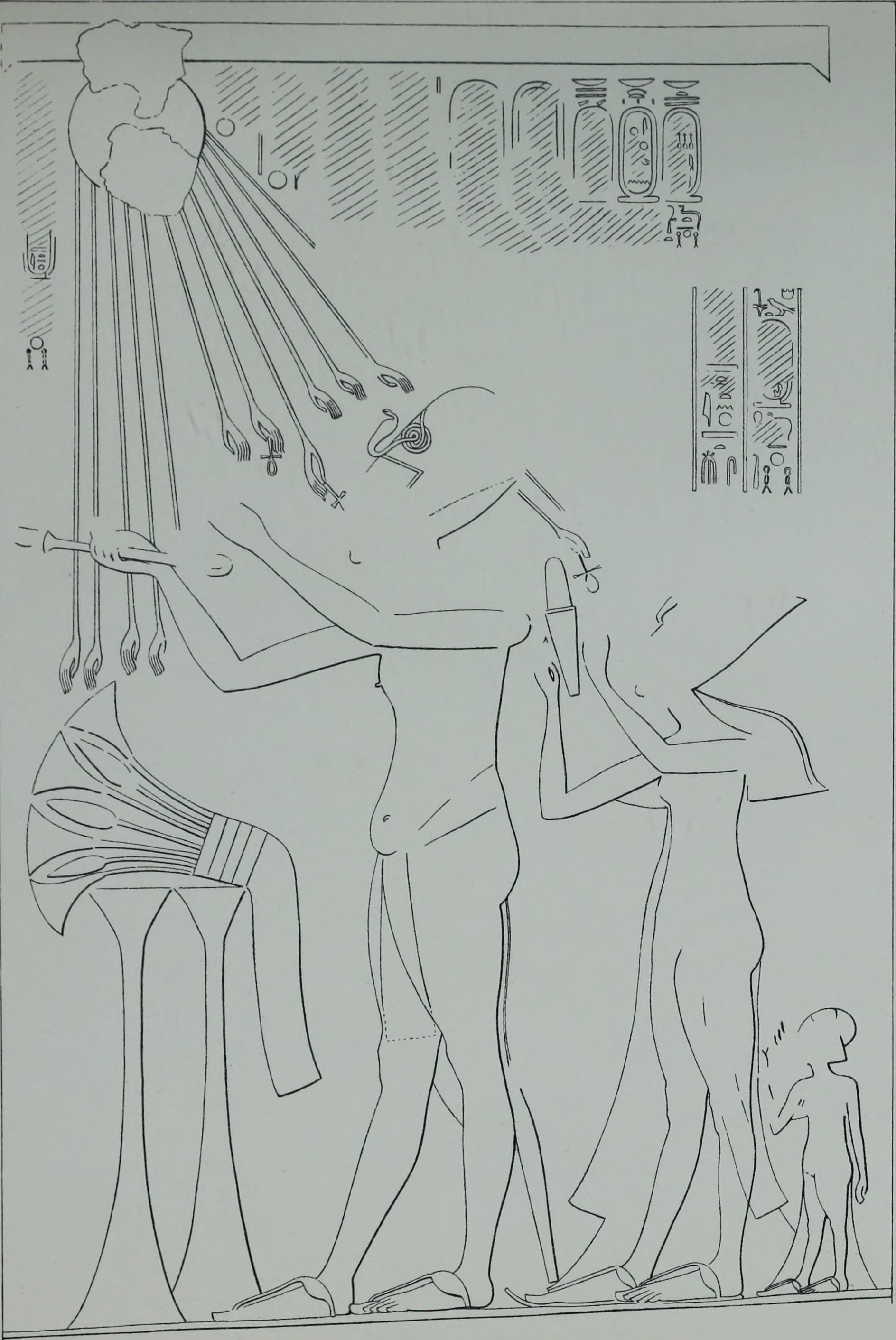
Echnaton und Nofretete vor Aton
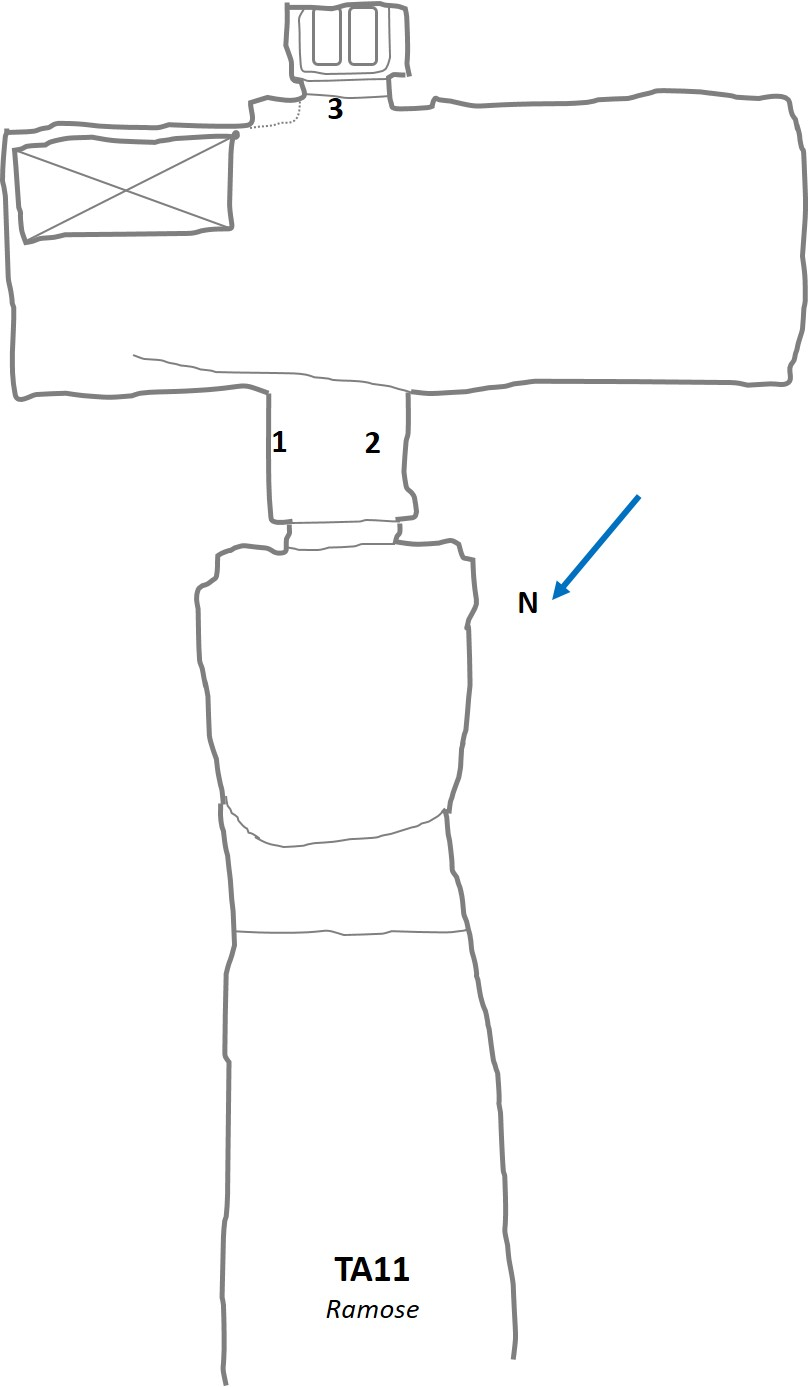
Plan des Grabes
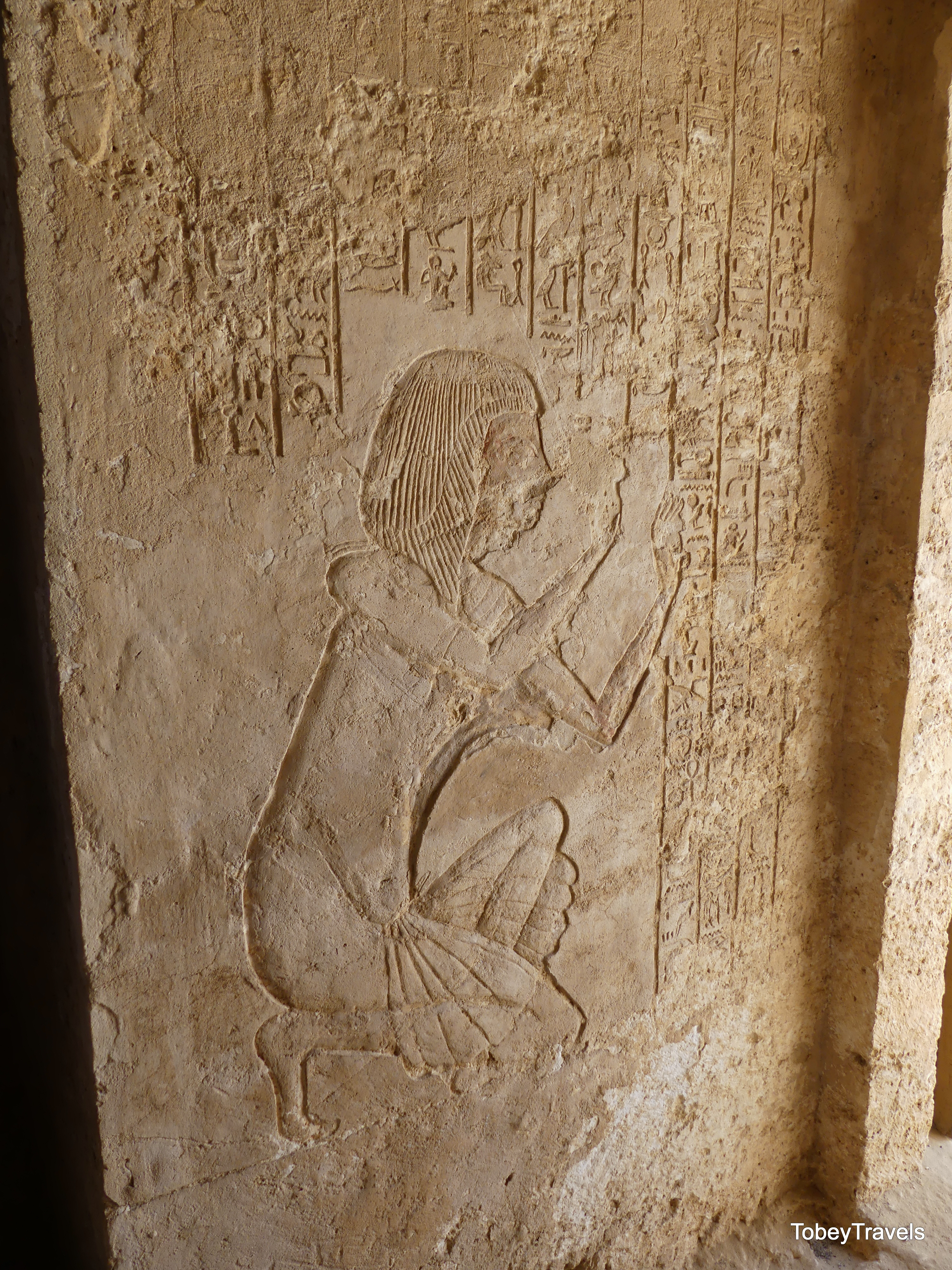
Ramose kniend im Gebet
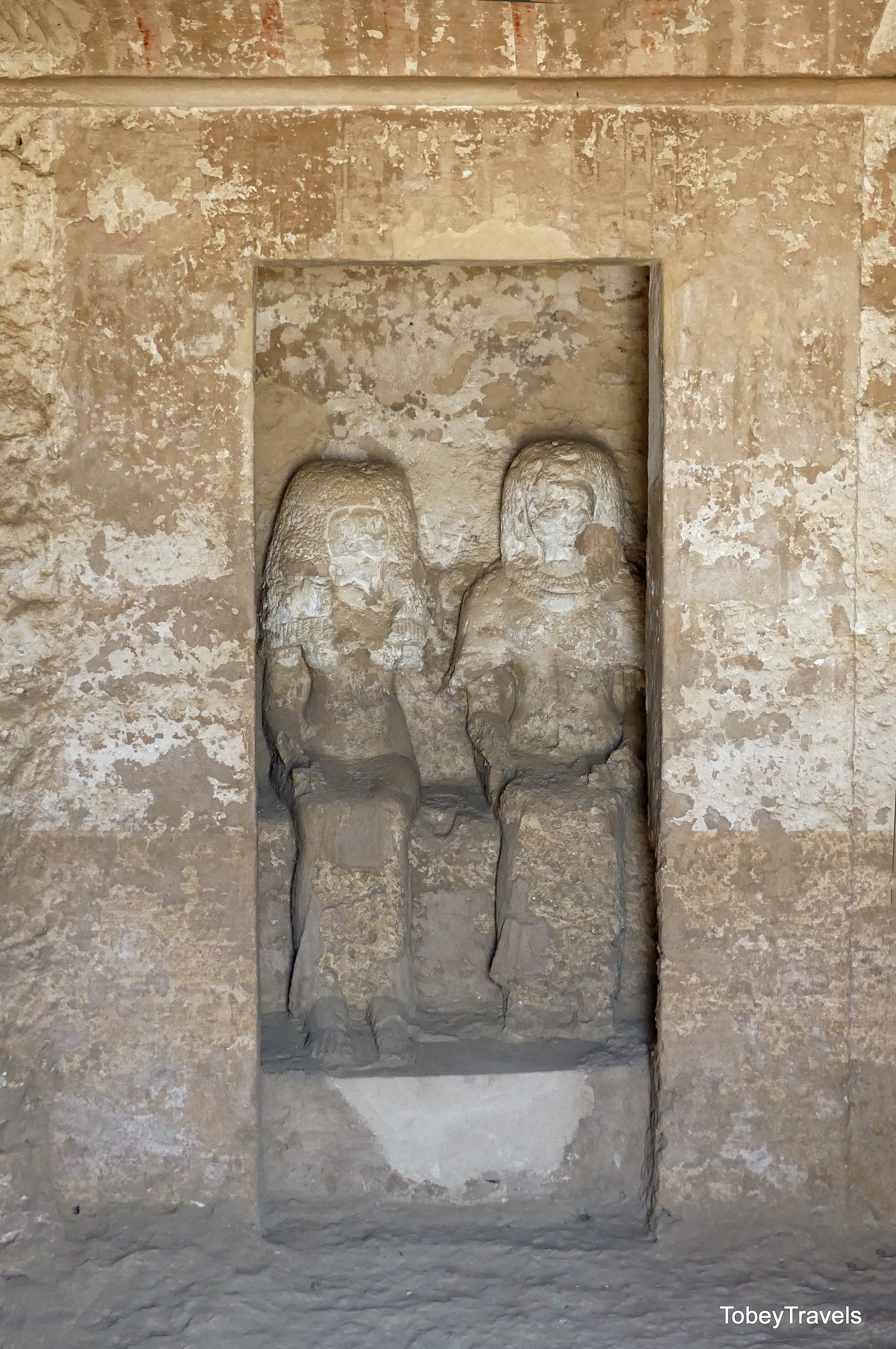
Statuennische, Ramose und seine Gemahlin